# حشره‌خوار سن میشل
حشره‌خوار سن میشل (نام علمی: Nesophontes paramicrus) نام یک گونه از سرده حشره‌خوارهای هند غربی است.

## طبقه بندي
یک مطالعه فیلوژنتیک در سال 2016، بر اساس DNA استخراج شده و تاریخ کربن از نمونه ای حدود 750 سال، نشان می دهد که نزدیک ترین خویشاوندان آنها سولنودون ها هستند، اگرچه این دو گروه بیش از 40 میلیون سال پیش از یکدیگر جدا شده اند.

## تاريخچه
نمونه در Cueva de Bosque Humido، پارک ملی Los Haitises، استان Hato Mayor، جمهوری دومینیکن جمع آوری شد.